# Druhá staroslověnská legenda o svatém Václavu
Kniha o rodu a utrpení svatého knížete Václava, zvaná též Druhá (Mladší) staroslověnská (slovanská, staroslovanská, církevněslovanská) legenda o svatém Václavu nebo podle svého objevitele legenda Nikolského, je raně středověký staroslověnský text.

## Charakteristika památky
Rozsáhlé hagiografické dílo vzniklo na území přemyslovských Čech a bylo z větší části do staroslověnštiny přeloženo na přelomu 10. a 11. století z proslulé latinské (pravděpodobně kanonizační) václavské legendy mantovského biskupa Gumpolda, sepsané z podnětu císaře Oty II. kolem roku 980.
Staroslověnský překlad původního díla objevil roku 1904 ruský slavista Nikolaj Konstantinovič Nikolskij (1863–1936) ve dvou staroruských cyrilských rukopisech z konce 15. (Kazaňský) a 16. století (Petrohradský), vydán byl v jeho redakci roku 1909. Překladatel primární Gumpoldův text upravil a doplnil nejen podle jiných literárních pramenů (Crescente fide), ale čerpal i z domácí tradice, zachycené v dalších latinských legendách (mj. Kristiánova legenda, Vavřincova legenda a některé další). Dokládá to zejména jazyk překladu, který se v originálních částech předlohy snaží napodobovat její složitý, květnatý a zdobný styl, zatímco překladatelovy vlastní vložky jsou psány slohem prostším a pro čtenáře srozumitelnějším. K nejpozoruhodnějším věcným doplňkům patří svědectví o Václavově manželství a jeho synu Zbraslavovi, které do jiných hagiografických skladeb václavského okruhu neproniklo. Spolu s dalšími dodatky je tato legenda považována za jeden z původních historických pramenů k českým dějinám období raného středověku, značného rozšíření se jí dostalo (spolu s dalšími svatováclavskými a svatoludmilskými památkami) v ruském prostředí v rámci kontaktů Sázavského kláštera s Kyjevskou Rusí.
Na rozdíl od prosté, realitě bližší monumentalitě Života svatého Václava, je Druhá staroslověnská legenda typem tradičního středověkého legendárního vypravování s řadou zázračných a nadpřirozených prvků. Obtížnost a místy menší srozumitelnost jejího textu byla způsobena jak potížemi překladatele vyrovnat se s jazykově i věcně komplikovanou předlohou, tak pozdějšími chybami v rukopisných přepisech původně hlaholské verze do cyrilice i při dodatečném vpisování okrajových a meziřádkových poznámek (glos).

#### Edice a překlady
- NIKOLSKIJ, N. K. Legenda Mantuangskogo episkopa Gumpolda o sv. Vjačeslave Češskom v slavjano-russkom pereloženii / Pamjatniki drevnej pismennosti i isskustva. T. 174. Sankt-Peterburg 1909. 99 s.
- GRUZÍN, Vladimír. Slovanský svatý Václav = Slavjanskij svjatyj Vjačeslav : 929–1929. Praha : B. Vlašek, 1929. 190 s. S. 134–169.
- VAŠICA Josef. Druhá staroslověnská legenda o sv. Václavu. In Sborník staroslovanských literárních památek o sv. Václavu a sv. Lidmile / uspořádal Josef Vajs. Praha : Česká akademie věd a umění, 1929. 147 s. S. 71–135.
- VAŠICA Josef. Druhá staroslovanská legenda o sv. Václavu. In Na úsvitu křesťanství / uspořádal Václav Chaloupecký. Praha : Evropský literární klub, 1942. 292 s. S. 134–152.
- VAŠICA Josef. Kniha o utrpení a rodu knížete Václava. In Nejstarší legendy přemyslovských Čech / uspořádal Oldřich Králík. Praha : Vyšehrad, 1969. 224 s. S. 183–199.
- Druhá slovanská svatováclavská legenda. In Staroslověnské legendy českého původu / přeložili, úvody k textům a komentáře napsali a rejstříky opatřili Emilie Bláhová a Václav Konzal. Praha : Vyšehrad, 1976. 399 s. S. 141–217.